# Lijst van rivieren in Benin

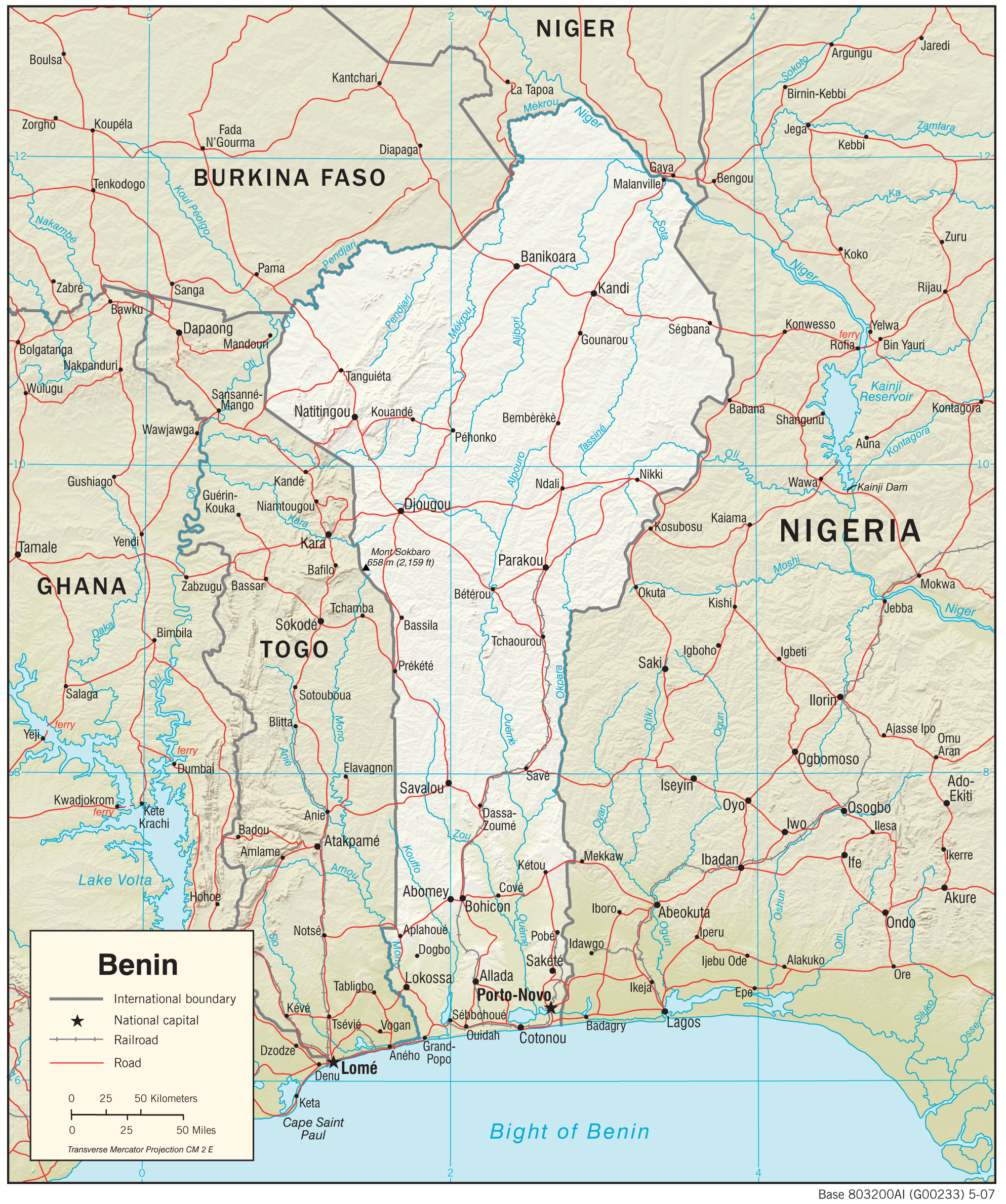
Kaart van Benin met een aantal rivieren en zijrivieren.

Dit is een lijst van rivieren in Benin. De rivieren in deze lijst zijn geordend naar drainagebekken en de opeenvolgende zijrivieren zijn ingesprongen weergegeven onder de naam van elke hoofdrivier.

## Atlantische Oceaan
- Volta (Ghana)
  - Pendjari
    - Kara
- Mono
- Couffo (Kouffo)
- Ouémé
  - Zou
    - Agbado

  - Okpara
  - Alpouro
- Niger
  - Oli
  - Sota
    - Bouli
    - Tassiné

  - Alibori
    - Pako

  - Mékrou